# Juana María van der Gheynst

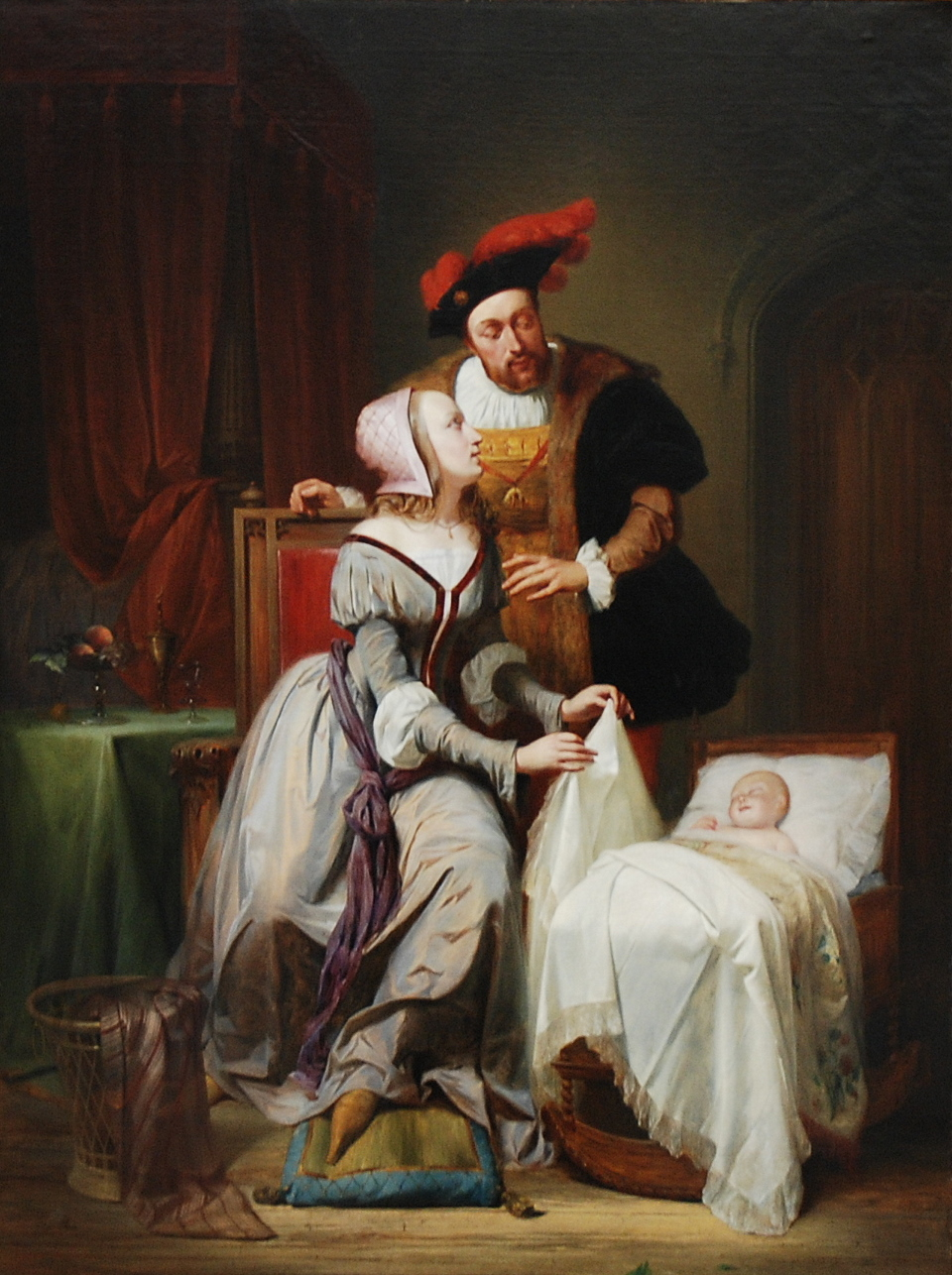
Johanna Maria van der Gheynst con el emperador Carlos V y su hija Margarita de Parma por Théodore-Joseph Canneel, c. 1844

Johanna Maria van der Gheynst (también llamada Jeanne Marie van der Gheynst, Johanna María van der Gheenst:  c. 1500 - 15 de diciembre de 1541) fue desde 1521 a 1522, por un corto tiempo, la amante del emperador Carlos V y le dio una hija, Margarita de Parma, que fue gobernadora de los Países Bajos desde 1559 hasta 1567 y desde 1580 hasta 1583.

## Biografía
Nació hacia el año 1500, posiblemente en Nukerke, población cercana a Audenarde (Oudenaarde, provincia de Flandes Oriental, Bélgica). Era hija de Gilles Johann van der Gheynst, un aristócrata fabricante de alfombras del lugar, con fama de honrado, y de Johanna van der Caye van Cocambi.
Los padres murieron cuando ella tenía 5 años, parece ser que en la epidemia de peste de 1505-1506. A esa edad, y para hacerse cargo de la huérfana, entró al servicio de Carlos de Lalaing, (barón y, más tarde, primer Conde de Lalaing), que era el gobernador de Audenarde (Oudenaarde) y señor de Montigny (más tarde conde de Montigny).
En otoño (otras fuente se refieren a primavera) de 1521, en una visita que realizó el también joven emperador Carlos V al castillo del gobernador, situado en Audenarde, con motivo de la reunión de la Orden del Toisón de Oro, la conoció. Dada su belleza, llamó la atención del emperador. La historia de pasión que siguió entre ratos de ocio y paseos por el Rihn, aun de corta duración (1521-1522), supuso el nacimiento de una hija, personaje de relevancia histórica que pasará a conocerse como Margarita de Parma, en recuerdo de la tía paterna de Carlos (Margarita de Austria, gobernadora de los Países Bajos).
Parece ser que Juana era una joven de voz hermosa, y que era una de las debilidades "físicas" del emperador.
Algunos afirman que ésta fue la primera relación extramatrimonial que mantuvo el emperador; otros, la segunda tras su más que posible romance con Germana de Foix (viuda de su abuelo, Fernando el Católico y con la cual habría tenido una hija, Isabel) pero, sea como fuere, no la última, pues se le conocen hasta 5 hijos naturales, todos ellos con diferentes mujeres. Ninguna de estas relaciones se produjo durante su matrimonio con Isabel de Portugal.
Margarita nació el 28 de diciembre de 1522, en las afueras de Audenarde (Oudenaarde), en la casa del tío materno de Johanna. No obstante, otras fuentes indican que nació en el castillo del gobernador de Audenarde.
El emperador nunca ocultó esta relación. Así, el 9 de julio de 1529, mediante escrito fechado en Barcelona, reconoció como hija a Margarita, lo que supuso que ésta llegase años después a ocupar altos cargos en los territorios de la monarquía y del imperio, entre ellos la de gobernadora de los Países Bajos durante el reinado de su medio hermano Felipe II de España.
El emperador concedió a Johanna una modesta pensión. El 13 de octubre de 1525, Johanna se casó con un jurista de nombre Jean van den Dyke (1500-1572), también van den Dijck, señor de Zandvliet y Berendrecht, caballero de la Orden del Santo Sepulcro de Jerusalén, miembro y consejero de la oficina de auditorías de Brabante. La pareja tuvo nueve hijos.
Johanna murió en Bruselas, el 15 de diciembre de 1541.